# Camillo Berneri
Camillo Berneri (ur. 28 maja 1897 w Lodi, zm. 5 maja 1937 w Barcelonie) – włoski profesor filozofii i działacz anarchistyczny.

## Życiorys
Urodził się w 1897 roku w Lodi w prowincji Lombardia. Podczas I wojny światowej służył na froncie włoskim. Po wojnie pracował jako profesor nauk humanistycznych na uniwersytecie we Florencji. Berneri był przeciwny przejęciu władzy przez włoskich faszystów i działał w ruchu oporu przeciwko ówcześnie panującej władzy.
W 1926 roku Berneri wyjechał do Francji aby następnie udać się do Szwajcarii, Niemiec, Belgii, Luksemburga oraz Holandii, gdzie ostatecznie się osiadł. W ciągu następnych lat Berneri pisał liczne artykuły o tematyce antyfaszystowskiej i antyklerykalnej.
Po rozpoczęciu hiszpańskiej wojny domowej, Berneri stworzył wraz Carlo Rossellim kolumnę włoskich ochotników walczących z oddziałami wojsk generała Francisco Franco. Berneri i jego kolumna walczyła m.in. w bitwie pod Monte Pelado oraz w potyczce o miasto Huesca, gdzie Berneri walczył wraz z kolumną hiszpańskiego anarchisty Francisco Ascaso.
Na początku maja 1937 roku, na ulicach Barcelony doszło do walk pomiędzy anarchistami i stalinistami. 5 maja 1937 roku, grupa członków komunistycznej partii Hiszpanii (prawdopodobnie posiadająca rozkazy z Moskwy), wyciągnęła Berneriego z jego domu a następnie zastrzeliła. Ciało Camillo Berneriego znaleziono niedaleko siedziby Generalitat de Catalunya.

## Życie prywatne
Berneri był żonaty z Giovanną Berner. Miał także dwójkę dzieci Marie-Louise Berneri oraz Gilliane Berneri. Obie córki w latach późniejszych były związane z ruchem anarchistycznym.